# Эрбранова интерпретация
В математической логике, Эрбранова интерпретация — это интерпретация, в которой константам и функциональным символам присвоен очень простой смысл. Конкретнее, каждая константа интерпретируется как она сама, функциональный символ же интерпретируется как функция, которая применяется. Интерпретация также определяет предикатные символы как задающие подмножество соответствующей Эрбрановой базы, фактически задавая, каким образом вычисляется значение замкнутых формул. Это позволяет интерпретировать символы в чисто синтаксическом виде, независимо от любой реальной конкретизации.
Важность интерпретации Эрбрана в том, что если какая-то интерпретация удовлетворяет заданному множеству условий S, то существует Эрбранова интерпретация, удовлетворяющая им. Более того, теорема Эрбрана утверждает, что если S противоречиво, то существует конечное противоречивое множество формул из Эрбранова универсума, заданного S. Так как это множество конечно, то его противоречивость может быть проверено в конечное время. Тем не менее, может быть бесконечное число таких множеств для проверки.
Названа в честь Эрбрана.